# ディス・ノーツ・フォー・ユー
『ディス・ノーツ・フォー・ユー』（This Note's for You）は、カナダのシンガーソングライター、ニール・ヤングが1988年にニール・ヤング&ザ・ブルーノーツ名義で発表したスタジオ・アルバム。ただし、後にバンド名の使用権を巡ってハロルド・メルヴィン&ザ・ブルー・ノーツに訴えられ、再発盤ではヤングのソロ名義に変更された。

## 背景
ヤングは1980年代前半より所属していたゲフィン・レコードを離れ、古巣のリプリーズ・レコード復帰第1弾アルバムとして本作をリリースした。音楽的にはブルースやR&Bの要素が取り入れられており、6人編成のホーン・セクションが起用された。また、ジョー・ウォルシュのバンドでリズム・セクションを務めていたリック・ローザスとチャド・クロムウェルが、本作よりヤングのレギュラー・バンドに加入している。なお、本作のホーン・セクションは、ヤングが1989年に発表したアルバム『フリーダム』収録曲のうち2曲にも参加した。
ヤングとザ・ブルーノーツが1987年11月から1988年8月に行ってきたライヴ録音は、2015年11月発売の発掘ライヴ・アルバム『ブルーノート・カフェ』に収録された。当時のライヴで演奏されていた曲のうち「オーディナリー・ピープル」は、本作のための録音も残されたが、最終的にはアウトテイクとなり、2007年発売の未発表音源集『クローム・ドリームスII』に初収録された。また、「アイム・ゴーイン」は本作に収録されず、シングル「テン・メン・ワーキン」のB面曲として発表された。
タイトル曲はバドワイザーのスローガン「This Bud's for You」の捩りで、ミュージック・ビデオも制作されたが、「ペプシのためには歌わない、コークのためには歌わない、誰のためにも歌わない」という歌詞が物議を醸し、当初はMTVにオン・エアを拒否された。これに対し、ヤング及びマネージャーのエリオット・ロバーツは、MTVがスポンサーを恐れていると非難して、最終的にはオン・エアが実現し、1989年のMTV Video Music Awardsにおいて年間最優秀ビデオ賞の受賞に至った。

## 反響・評価
本作はヤングが商業的に低迷していた時期の作品の一つで、アメリカの総合アルバム・チャートBillboard 200では最高61位に終わり、5作連続で全米トップ40入りを逃す結果となった。『ビルボード』のメインストリーム・ロック・チャートでは、本作からの第1弾シングル「ディス・ノーツ・フォー・ユー」が19位、続く「テン・メン・ワーキン」が6位に達した。
全英アルバムチャートでは3週トップ100入りして最高56位を記録し、結果的に3作連続で全英トップ40入りを逃した。スウェーデンのアルバム・チャートでは2回（4週）トップ30入りし、最高22位となった。
William Ruhlmannはオールミュージックにおいて5点満点中3点を付け「楽曲は平凡だが演奏には活気がある」「『ディス・ノーツ・フォー・ユー』はヤングが商業的に失敗した作品の一つで、彼が聴衆を呼び戻すには、彼のファンが10年前に好んでいたタイプの音楽に回帰しなければならないことは明白だった」と評している。

## 収録曲
全曲ともニール・ヤング作。
1. テン・メン・ワーキン - "Ten Men Workin'" - 6:29
2. ディス・ノーツ・フォー・ユー - "This Note's for You" - 2:05
3. クプ・ドゥ・ヴィル - "Coupe de Ville" - 4:18
4. ライフ・イン・ザ・シティ - "Life in the City" - 3:13
5. トワイライト - "Twilight" - 5:54
6. マリード・マン - "Married Man" - 2:38
7. サニー・インザイド - "Sunny Inside" - 2:37
8. キャント・ビリーヴ・ユア・ライン - "Can't Believe Your Lyin'" - 2:58
9. ヘイ・ヘイ - "Hey Hey" - 3:05
10. ワン・シング - "One Thing" - 6:02

## 参加ミュージシャン
- ニール・ヤング - ボーカル、ギター
- フランク・サンペドロ - キーボード
- リック・ローザス - ベース
- チャド・クロムウェル（英語版） - ドラムス
- スティーヴ・ローレンス - リード・テナー・サクソフォーン
- ベン・キース - アルト・サクソフォーン
- ラリー・クラッグ - バリトン・サクソフォーン
- ジョン・フーモ - トランペット
- トム・ブレイ - トランペット
- クロード・カリエ - トロンボーン

アディショナル・ミュージシャン
- ジョージ・ウィットセル - ベース(on #10)
- ラルフ・モリーナ - ドラムス(on #10)
- スティーヴ・オヌスカ - タンブリン(on #10)